# Kim Ekebom Arodin
Kim Anna Sofia Ekebom Arodin, född 9 december 1989, är en svensk före detta fotbollsspelare (anfallare). 

## Karriär
Kim Ekebom Arodins moderklubb var Torshälla-Nyby IS. Därefter följde spel för Eskilstuna United fram till 2007.
Inför säsongen 2008 gick Ekebom Arodin till KIF Örebro. Inför säsongen 2012 gick Ekebom Arodin till Eskilstuna United, och spelade där fram till 2014. Ekebom Arodin spelade dock inget under säsongen 2013 på grund av graviditet.
Säsongen 2016 spelade Ekebom Arodin 15 matcher och gjorde 10 mål för Triangelns IK i Division 2. Säsongen 2019 spelade Ekebom Arodin åtta matcher och gjorde fem mål för Torshälla-Nyby IS i Division 4. Följande säsong spelade Ekebom Arodin två matcher och gjorde ett mål i division 3.